# Rattray Head
Rattray Head (äldre namn:Rattray Point) är en udde i Storbritannien.   Den ligger i kommunen Aberdeenshire och riksdelen Skottland, i den norra delen av landet, 700 km norr om huvudstaden London.
Terrängen inåt land är platt. Havet är nära Rattray Head åt nordost.  Närmaste större samhälle är Peterhead, 11,5 km söder om Rattray Head. 